# Fleischwangen
Fleischwangen – miejscowość i gmina w Niemczech, w kraju związkowym Badenia-Wirtembergia, w rejencji Tybinga, w regionie Bodensee-Oberschwaben, w powiecie Ravensburg, wchodzi w skład związku gmin Altshausen. Leży nad rzeką Ostrach.

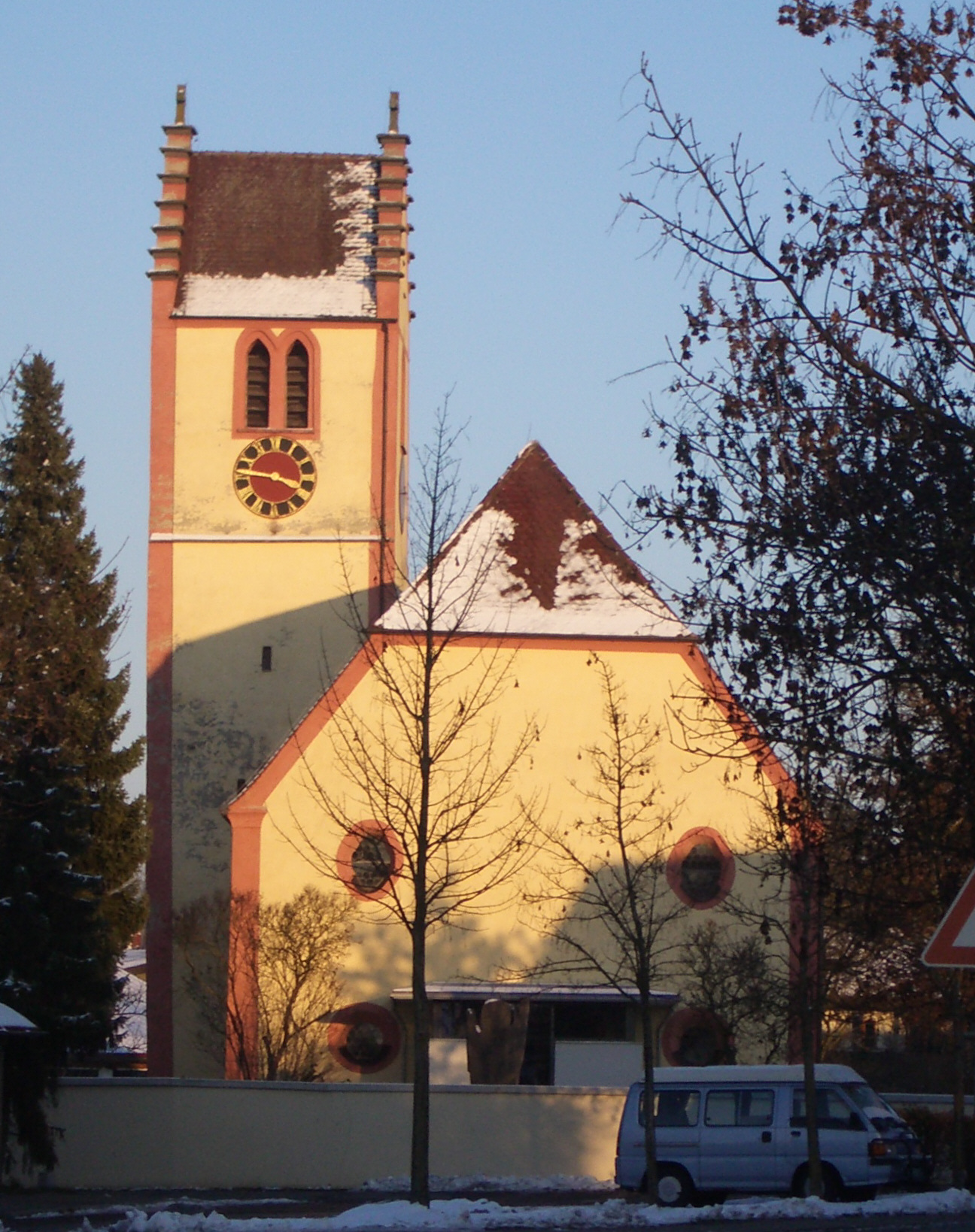
Kościół św. Feliksa i Adaukta (St. Felix und Adauctus) we Fleischwangen